# فينيغرا دي مورانيا
بلدية فينيغرا دي مورانيا (بالإسبانية: Viñegra de Moraña) هي بلدية تقع في مقاطعة آبلة التابعة لمنطقة قشتالة وليون وسط إسبانيا.

## الديموغرافيا
بلغ عدد سكان بلدية فينيغرا دي مورانيا 59 نسمة عام 2011 (وفقاً للمعهد الوطني للإحصاء الإسباني).
| 101 | 95 | 95 | 81 | 73 | 64 | 59 |